# Alenka Dovžan
Alenka Dovžan (Piran, Yugoslavia, 11 de febrero de 1976) es una deportista eslovena que compitió en esquí alpino.
Participó en tres Juegos Olímpicos de Invierno, entre los años 1994 y 2002, obteniendo una medalla de bronce en Lillehammer 1994, en la prueba combinada.
En la Copa del Mundo consiguió una victoria y un podio en total.
En 2019 fue admitida en el Salón de la Fama de los Héroes Deportivos Eslovenos. En 2025 recibió el Premio Bloudek retroactivamente por su carrera.

## Palmarés internacional
| Juegos Olímpicos | Juegos Olímpicos      | Juegos Olímpicos  | Juegos Olímpicos |
| Año              | Lugar                 | Medalla           | Prueba           |
| ---------------- | --------------------- | ----------------- | ---------------- |
| 1994             | Lillehammer (Noruega) | Medalla de bronce | Combinada        |